# Стелленбос
Стелленбос (англ. и африк. Stellenbosch, транскрипция африк. stɛlənˈbos, ˈstɛlənbos, англ. ˈstɛlənbɒs; также африк. Eikestad — «город дубов») — город в Западной Капской провинции Южно-Африканской Республики. Расположен в 50 километрах к востоку от Кейптауна. Место второго[уточнить] (после Капстада) европейского поселения в Южной Африке, заложенного губернатором Капской колонии Симоном ван дер Стелом в 1679 г.
Город стоит на реке Эрсте Ирстерифир в долине, окружённой горами.
В городе располагается Стелленбосский университет, центр африканерской культуры и научной мысли. Преподавание ведётся в основном на африкаанс.
Центр крупнейшего в Южной Африке винодельческого региона.